# Amt Kirchspielslandgemeinde Eddelak-Sankt Michaelisdonn

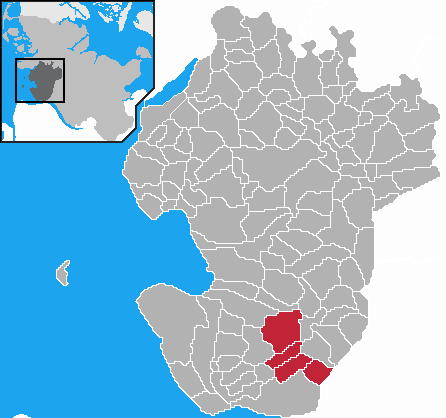
Lage des ehem. Amtes KLG Eddelak-St. Michaelisdonn im Kreis Dithmarschen

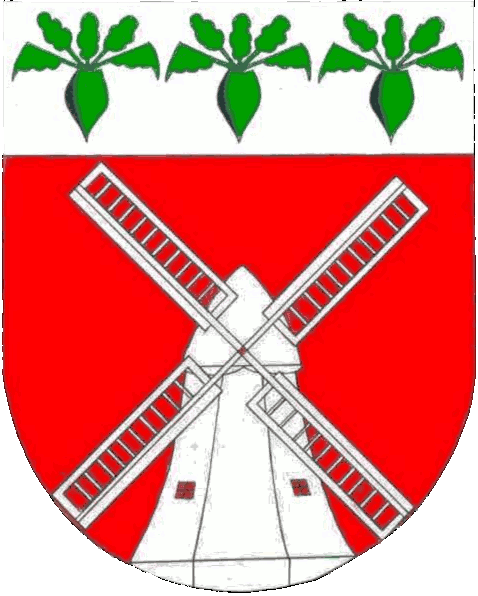
Wappen des ehem. Amtes KLG Eddelak-St. Michaelisdonn

Das Amt Kirchspielslandgemeinde Eddelak-Sankt Michaelisdonn war ein Amt im Kreis Dithmarschen in Schleswig-Holstein mit Verwaltungssitz in der Gemeinde St. Michaelisdonn. Zum 1. Januar 2008 hat sich das Amt mit dem Amt Kirchspielslandgemeinde Burg-Süderhastedt zum Amt Burg-Sankt Michaelisdonn zusammengeschlossen.
Das Amt hatte eine Fläche von knapp 50 km² und zuletzt rund 6500 Einwohner in den Gemeinden Averlak, Dingen, Eddelak und Sankt Michaelisdonn. Es unterhielt eine Partnerschaft mit dem Kanton La Jarrie in Frankreich.

## Wappen
Blasonierung: „Unter silbernem Schildhaupt, darin nebeneinander drei grüne Zuckerrüben, in Rot eine wachsende, silberne holländische Windmühle.“